# Auster Point
Der Auster Point ist eine Landspitze an der Davis-Küste des Grahamlands auf der Antarktischen Halbinsel. Das Kap liegt auf der Hälfte des östlichen Küstenverlaufs der Charcot-Bucht und markiert die nördliche Begrenzung der Einfahrt zur Lindblad Cove sowie die südliche der Einfahrt zur Slomer Cove.
Das UK Antarctic Place-Names Committee benannte die Landspitze nach dem britischen Flugzeughersteller Auster Aircraft, dessen Modelle bei britischen Forschungsreisen in dieses Gebiet zum Einsatz kamen.